# Pont de l'Alma (stanice RER v Paříži)
Pont de l'Alma je podzemní nádraží příměstské železnice RER v Paříži, které se nachází v 7. obvodu na nábřeží Seiny poblíž mostu Alma, po kterém nese své jméno. Slouží pro linku RER C. V roce 2004 činil počet denních pasažérů 2500–7500 a vlaků 250–500.

## Historie
V roce 1889 Severní železniční společnost (Compagnie des chemins de fer de l'Ouest) zprovoznila na levém břehu řeky Seiny trať mezi nádražími Saint-Lazare a Champ de Mars. Dne 13. května 1893 byla mezi společností a městem Paříží podepsána dohoda, podle které město poskytlo zdarma pozemky potřebné k dalšímu prodloužení trati a společnost se zavázala, že trať bude vést pod úrovní terénu. Na rozdíl od města, které si přálo uzavřít trať do tunelu, byly koleje postaveny v otevřeném výkopu a 12. dubna 1900 byly uvedeny do provozu čtyři nové stanice, včetně Pont de l'Alma. Všechna nádraží byla postavena ve stejném stylu představující čínskou pagodu nad kolejištěm, kterou navrhl architekt Juste Lisch. Dodnes se z nich dochovala pouze stanice Javel.
Mezi stanicemi Pont de l'Alma a Avenue de la Bourdonnais byla trať zakryta betonovou deskou, ta však byla odstraněna v roce 1902. V roce 1920 byla sousední stanice Avenue de la Bourdonnais uzavřena z důvodu krátké vzdálenosti a v roce 1937 zbořena. Trať byla natrvalo zakryta novým betonovým příkrovem mezi Pont des Invalides a Pont de Passy a původní nádražní budovy byly strženy. Současná budova, ve které se nachází pouze pokladna a vstup do podzemí, byla postavena v roce 1996. Nádraží je od 26. září 1979 využíváno linkou RER C.